# Công ty trách nhiệm hữu hạn tư nhân
Công ty trách nhiệm hữu hạn là loại hình doanh nghiệp có tư cách pháp nhân được pháp luật thừa nhận trong Luật Doanh nghiệp hiện hành. Chủ sở hữu công ty và công ty là hai thực thể pháp lý riêng biệt. Trước pháp luật, công ty là pháp nhân, chủ sở hữu công ty là thể nhân với các quyền và nghĩa vụ tương ứng với quyền sở hữu công ty.
Công ty trách nhiệm hữu hạn là loại hình doanh nghiệp có không quá 50 thành viên cùng góp vốn thành lập công ty.

## Sự hình thành và phát triển của mô hình công ty trách nhiệm hữu hạn

### Thế giới
Về mặt lịch sử, mô hình công ty trách nhiệm hữu hạn ra đời sau hình thức công ty cổ phần và càng muộn hơn so với các loại hình công ty đối nhân. Các công ty theo mô hình của công ty trách nhiệm hữu hạn chỉ thực sự xuất hiện ở cuối thế kỷ 19 và phát triển mạnh ở thế kỷ 20. Nhiều nhà nghiên cứu cho rằng mô hình công ty trách nhiệm hữu hạn xuất hiện như là một sản phẩm của hoạt động lập pháp khi mà người Đức đã "sáng tạo" ra mô hình Gesellschaft mit beschränkter Haftung (GmbH) theo một đạo luật về công ty vào năm 1892.
Sự xuất hiện của mô hình công ty trách nhiệm hữu hạn có lẽ sẽ thích hợp cho kinh doanh ở quy mô vừa và nhỏ. Mô hình công ty này vừa có yếu tố quan hệ nhân thân gữa các thành viên như công ty đối nhân, vừa có tư cách pháp nhân và chế độ trách nhiệm hữu hạn của thành viên như công ty cổ phần. Vì thế, mô hình này dường như được ưa chuộng ở tất cả các nước. Tỷ lệ các công ty trách nhiệm hữu hạn trong tổng số các công ty thường chiếm rất cao, ví dụ ở Anh vào tháng 3 năm 2001 có tới 99% trong tổng số 1,5 triệu công ty ở nước này là công ty trách nhiệm hữu hạn (private company). Vào cuối tháng 6 năm 2002, ở Úc có tới 98,3% trong tổng số 1,248 triệu các công ty là công ty trách nhiệm hữu hạn (proprietary company limited by shares).

### Việt Nam
Pháp luật công ty châu Âu đã được người Pháp đem đến Việt Nam từ cuối thế kỷ 19 và nửa đầu thế kỷ 20, vì thế chẳng có gì ngạc nhiên khi mà pháp luật công ty của Việt Nam đã bị ảnh hưởng lớn bởi mô hình luật công ty châu Âu. Các hình thức công ty như trong luật thương mại của Pháp đã xuất hiện trong các Bộ luật thời Pháp thuộc như Dân luật thi hành tại các tòa án Nam Bắc kỳ 1931 và Bộ luật thương mại Trung Kỳ 1942. Hai bộ luật này đều có quy định về các mô hình công ty, được gọi là hội hay công ty, mà chúng ta thấy ngày nay trong luật định Việt Nam. Những quy định của Bộ luật thương mại Trung Kỳ vẫn tiếp tục được áp dụng tại miền Nam Việt Nam cho đến khi Bộ luật thương mại Việt Nam Cộng hòa năm 1972 có hiệu lực áp dụng. Trong Bộ luật thương mại Việt Nam Cộng hòa năm 1972, mô hình công ty trách nhiệm hữu hạn (hội trách nhiệm hữu hạn) cũng tiếp tục được ghi nhận bên cạnh các hình thức công ty khác.